# Ekombe Mofako
Pour les articles homonymes, voir Ekombe et Mofako.
Ekombe Mofako est une localité du Cameroun, située dans l'arrondissement de Bamusso, le département du Ndian et la Région du Sud-Ouest.

## Population
On y a dénombré 69 personnes en 1953, 102 en 1968-1969 et 138 en 1972, principalement des Ekombe, du groupe Oroko.
Lors du recensement national de 2005, Ekombe Mofako comptait 292 habitants.
Une étude de terrain de 2011 y a dénombré 2 700 personnes.